# 최북부주
최북부주(프랑스어: Province de l'Extrême-Nord)는 카메룬 북부에 있는 주이다. 서쪽으로는 나이지리아, 동쪽으로는 중앙아프리카공화국과 국경을 접한다. 주도는 마루아이며 인구(1987년 조사 기준)는 855,695명(인구밀도는 54명)이고 면적은 34,246km2다.

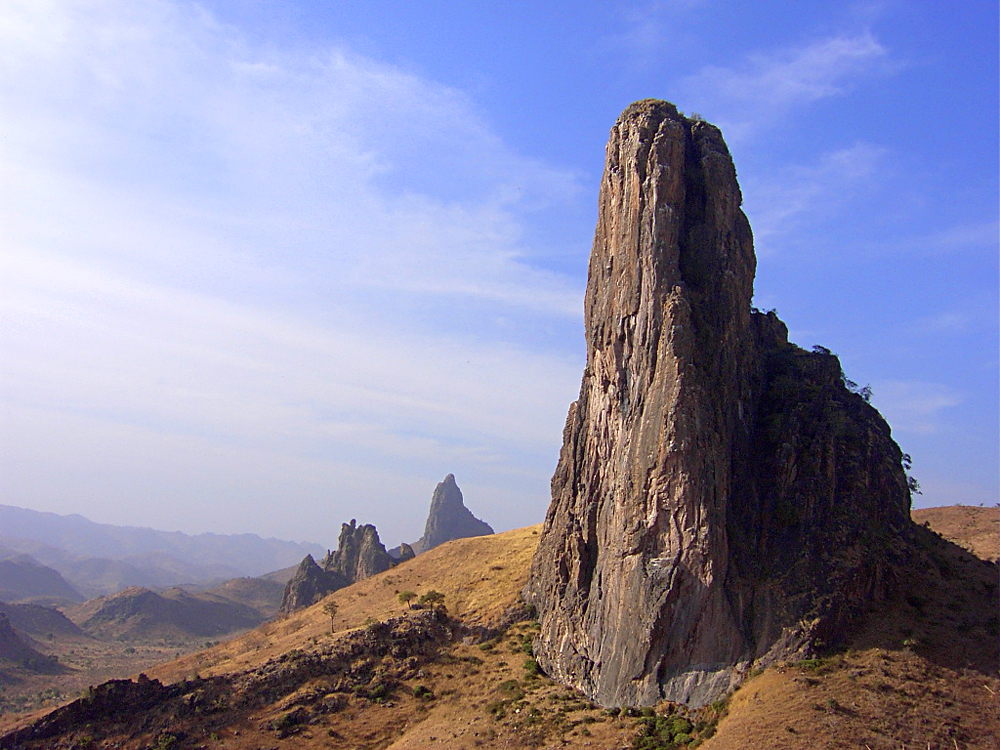
관광 명소인 룸시키 계곡

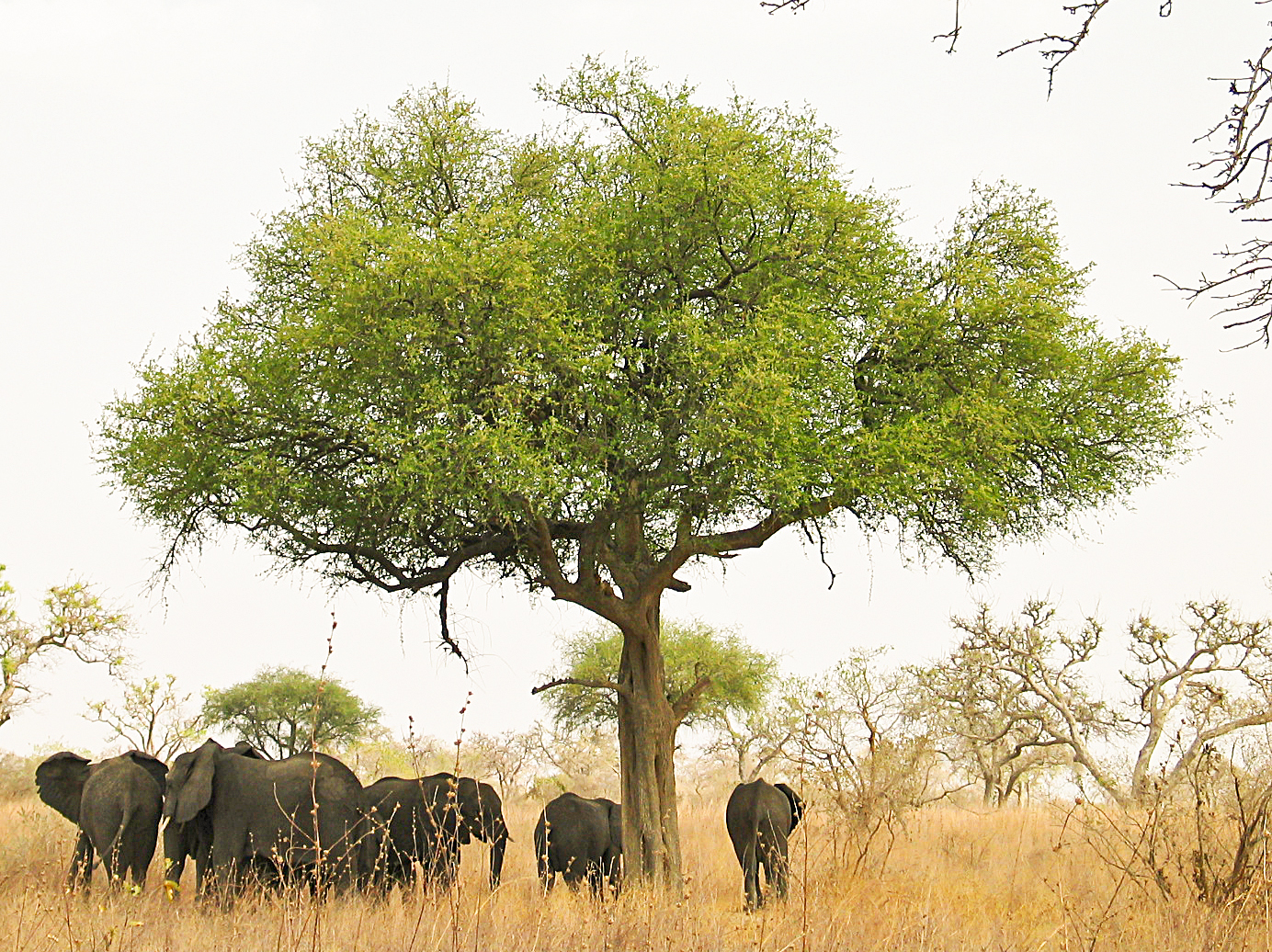
와자 국립공원의 코끼리